# Wilhelm Heinrich Nagel
Wilhelm Heinrich Nagel, auch Bill Nagel (* 7. November 1888 in München; † 13. Oktober 1967 ebenda), war ein deutscher Maler.

## Leben
Bill Nagel wurde am 7. November 1888 als Sohn des Inhabers eines Papier- und Schreibwarengeschäftes in München geboren. Im Alter von 15 Jahren reiste er nach Nordamerika, wo er sich bis 1911 aufhielt. Seinen Lebensunterhalt in diesen Jahren verdiente er sich abwechselnd als Baumwollpflücker, Unterhaltungspianist und Zirkuskunstschütze oder er zog als Tramp umher.
1911 kehrt er als 23-Jähriger nach Deutschland zurück. Während des Ersten Weltkriegs leistete er Militärdienst. In den 1920er Jahren begann er autodidaktisch zu malen.
Ab 1928 beteiligte sich Nagel an den Jahresausstellungen im Münchner Glaspalast der Neuen Münchner Künstlergenossenschaft und Münchner Künstlergenossenschaft. Es entstanden freundschaftliche Beziehungen zu den Künstlerkollegen Adolf Büger, Willi Geiger und in den 1950er Jahren zu der Malerin Karoline Wittmann.
1929 erhielt Nagel ein Stipendium der Stadt München (Ungarnreise).
1930 wurde ihm der Albrecht-Dürer-Preis der Stadt Nürnberg verliehen. Zwischen 1933 und 1945 stellte er wenige Tusch-Zeichnungen bzw. Aquarelle mit Münchner Vorstadtmotiven u. a. in der Großen Deutschen Kunstausstellung im Haus der Deutschen Kunst in München aus.
Ab 1948 bis zu seinem Tod 1967 war er Mitglied der Neuen Gruppe und beteiligte sich regelmäßig an den jährlichen Großen Kunstausstellungen München im Haus der Kunst.

## Werk
(Auswahl, ausgestellt in der Großen Kunstausstellung, Haus der Kunst, München)
- Häuser bei Nacht, Öl, 1950, Saal 33
- Stilleben, Öl, 1950, Saal 33
- Der Mord, Öl, 1951, Saal 28
- Haus und kleine Fabrik, Öl, 1952, Saal 13
- Nach dem Gewitter, Öl, 1952, Saal 13
- Stilleben, Öl, 1953, Saal Nr. 13
- Blumenvase, Öl, 1953, Saal Nr. 13
- Beim Triglav, Öl, 1954, Saal 1
- Moderne Fabrikanlage, Öl,1954, Abb. Saal 1
- Landkirche, Öl, 1954, Saal 1
- Berge und See, Öl, 1955, Saal 13
- Blumenvase, Öl, 1955, Abb. Saal 13
- Stilleben, Öl, 1955, Saal 13
- Nach dem Gewitter, Öl,1956, Saal 13
- Bei Milbertshofen, Öl, 1956, Saal 13
- Stilleben, Öl, 1956, Saal 13
- Blumen, Öl,1957, Saal 13
- Stilleben, Öl, 1957, Saal 13
- Viaduct, Öl, 1957, Saal 13

Ausstellungsbeteiligung „München 1869-1958, Aufbruch zur modernen Kunst“, Haus der Kunst, München mit folgenden Bildern:
- Mein Orient, Öl, 54 × 74 cm, 1958, Saal 13
- Selbstportrait, Öl, 54 × 74 cm, 1958, Saal 13, heute im Besitz der Sammlung Paul Maria Wittmann - Nachlass Karoline Wittmann
- Geranien, Öl, 50 × 65 cm, Abb. 1958, Saal 13

## Ausstellungsbeteiligungen
- Kollektivausstellung im Münchener Kunstverein, 1927
- Münchener Kunstausstellung 1928 im Glaspalast (N.M.K.G.), Kat.-Nr. 1031-32
- Stipendiatenausstellung in der Städtischen Galerie im Lenbachhaus, München 1929/30
- Künstlerbund München 1930 (N.K.G.).
- Münchener Kunstausstellung 1931 im Glaspalast (M.K.G.), Kat.-Nr. 1015 und 1017
- Kunstausstellung München 1931 im Deutschen Museum-Bibliotheksbau, (M.K.G.), - Sonderausstellung für die Ausstellung im abgebrannten Glaspalast, Kat. Nr. 746-749 mit Abb.
- Künstlerbund München 1932
- Münchener Kunstausstellung 1932 im Deutschen Museum - Bibliotheksbau, Kat.-Nr. 728-733
- Ständige Kunstausstellung München 1934, 35, 36, 44
- Große Münchener Kunstausstellung 1936, Neue Pinakothek, Kat. Nr. 467
- Ständige Kunstausstellung München 1949/50/53
- 1947 und 1948 innerhalb der Neuen Gruppe in der städtischen Galerie im Lenbachhaus
- Kunstverein München 1955
- Große Kunstausstellung München, Haus der Kunst, 1949, Kat. S. 39; 1950, Kat. S. 134; 1952, Kat. S. 30; 1954, Kat. S. 146, Abb. S. 170: 1955, Kat. S. 143, Abb. S. 156; 1956, Kat. S. 78; 1957, Kat. S. 255, Abb. S. 270; 1959, Kat. S. 20; 1960, Kat. S. 110, Abb. S. 150; 1961, Kat. S. 23, Abb. S. 40; 1962, Kat. S. 22, Abb. S. 43; 1963, Kat. S. 115, Abb. S. 135; 1964, Kat. S. 107, Abb. S. 126; 1965, Kat. S. 27, Abb. S. 50; 1966, Kat. S. 120, Abb. S. 141; 1968, Kat. S. 69, Abb. S. 109
- München 1869–1958, Aufbruch zur Modernen Kunst, Haus der Kunst, 1958, Kat. S. 360, Abb. S. 392
- Weihnachtsausstellung des Landesverbandes Bildender Künstler, 1961 und 1962
- Große Kunstausstellung München 1973, Haus der Kunst, (postum), Kat.-Nr. 844/845 mit Abb.
- Die Kunst der Naiven, Haus der Kunst, München, Nov. 1974-Jan.1975, Kat. S. 65 mit Abb. S. 343

## Öffentliche Museen
Werke von Bill Nagel sind im Besitz der
- Bayerischen Staatsgemäldesammlungen
- Münchner Stadtmuseum
- Städtischen Galerie im Lenbachhaus, München